# 福岡県立福岡農業高等学校
福岡県立福岡農業高等学校（ふくおかけんりつ ふくおかのうぎょうこうとうがっこう）は、福岡県太宰府市大字大佐野にある県立農業高等学校。全国唯一の全日制の農業の専攻科を有する学校である。専攻科には九州で2台しかないという電子顕微鏡がある。

## 設置学科
本科
- 都市園芸科
- 環境活用科
- 食品科学科
- 生活デザイン科

専攻科
- 生物生産科
- 食品工学科

## 沿革
- 1879年（明治12年）
  - 2月 - 勧業試験場を那珂郡春吉村中洲（現：福岡市博多区中洲）に設置
  - 9月 - 勧業試験場内に農学所を設置
- 1880年（明治13年）
  - 7月 - 農学校兼試験場と改称
  - 11月30日 - 福岡県立農学校として独立
- 1887年（明治20年）
  - 3月31日 - 福岡県立農学校を廃止
  - 4月1日 - 福岡勧業試験場を開業
- 1895年（明治28年）4月 - 福岡勧業試験場を農事試験場と改称
- 1901年（明治34年）4月23日 - 福岡県立福岡農学校（甲種農学校）（旧制）を筑紫郡那珂村竹下（現：福岡市博多区竹下）に開校
- 1921年（大正10年）4月1日 - 実業補習学校教員養成所を創設
- 1933年（昭和8年） - 農学校（本科）と別に産業組合科設置
- 1942年（昭和17年）
  - 3月27日 - 福岡市立拓殖専門学校の設立認可（本科）
  - 5月1日 - 福岡市立拓殖専門学校開校（専門学校令による実業専門学校。本科）
  - 12月20日 - 青年学校教育養成所、本校より独立
- 1944年（昭和19年）4月1日 - 福岡県立福岡農学校の産業組合科を募集停止。福岡市立拓殖専門学校を理科系の拓殖科、拓殖土木科の学校に改組
- 1946年（昭和21年）2月1日 - 福岡市立拓殖専門学校を福岡市立農業専門学校と改称（本科農科、農業土木科、農業経済科）
- 1947年（昭和22年）2月23日 - 第1回全国中等学校駅伝競走大会で優勝
- 1948年（昭和23年）
  - 4月1日 - 福岡県立福岡農業高等学校（農業科3学級）と改称（新制高等学校）
  - 7月30日 - 定時制課程（農業科1学級）を設置
- 1949年（昭和24年）
  - 1月5日 - 第1回高等学校対抗駅伝競走大会で優勝
  - 4月1日 - 農業科3学級のうち1学級を園芸科に変更
  - 5月1日 - 組合立筑紫野高等学校と改称
  - 8月1日 - 福岡市立農業専門学校が福岡県へ移管され、福岡県立福岡農業専門学校となり、3年制が2年制となる
- 1950年（昭和25年）
  - 1月22日 - 全国高等学校駅伝競技大会（通信競技）で優勝
  - 4月13日 - 定時制（昼間。農村家庭科）岩戸分校開校式挙行（現：福岡女子商業高等学校）
- 1951年（昭和26年）
  - 4月1日 - 専攻科を設置（農業科2年制）
  - 5月31日 - 創立50周年記念祝賀会を挙行
- 1951年（昭和26年）3月31日 - 福岡県立福岡農業専門学校を廃止
- 1953年（昭和28年）12月27日 - 第4回全国高等学校駅伝競走大会で優勝
- 1954年（昭和29年）
  - 4月1日 - 農学科2学級を1学科に、園芸科1学級を2学級に変更
  - 12月26日 - 第5回全国高等学校駅伝競走大会で優勝
- 1955年（昭和30年）4月1日 - 福岡県立福岡農業高等学校と改称。岩戸分校を1学年1学級から2学級に変更
- 1958年（昭和33年）4月10日 - 福岡市塩原（現：南区塩原）に移転
- 1961年（昭和36年）
  - 3月31日 - 定時制を募集停止
  - 4月1日 - 農芸化学科（1学級）を設置。分校が那珂川町立南福岡高等学校（全日制・商業科および家庭科）となる
- 1962年（昭和37年）4月 - 男女共学化、初めて女子が入学
- 1963年（昭和38年）10月23日 - 創立60周年記念式典を挙行（「福農の歌」制定）
- 1964年（昭和39年）3月31日 - 定時制岩戸分校を廃止。那珂川町立南福岡高等学校が那珂川町立福岡女子商業高等学校（商業科）となり、片縄へ移転
- 1966年（昭和41年）10月28日 - 学校農業クラブ九州大会においてホームプロジェクト発表で優勝（全国大会出場）
- 1968年（昭和43年）10月29日 - 学校農業クラブ九州大会においてホームプロジェクト発表及び意見発表で優勝(全国大会出場)
- 1971年（昭和46年）11月3日 - 福岡県教育委員会から農業クラブ活動について特別表彰授与
- 1974年（昭和49年）9月21日 - 学校農業クラブ全国大会においてプロジェクト発表、意見発表とも優秀賞
- 1976年（昭和51年）4月1日 - 筑紫郡太宰府町大佐野（現：太宰府市大佐野）に移転。生活科2学級を新設
- 1978年（昭和53年）11月18日 - 創立100周年。校舎移転落成・同窓会会館落成記念祭を挙行（この頃から学校の歴史を中洲時代から数えるようになる）
- 1982年（昭和57年）4月1日 - 園芸科、生活科を1学級ずつ減じる
- 1988年（昭和63年）11月19日 - 創立110周年記念式典を挙行（校訓「耕」を制定）
- 1989年（平成元年）4月1日 - 農業科は農業経済科に、農芸化学科は食品科学科に転換。農業科と農芸化学科は募集停止
- 1992年（平成4年）4月1日 - 生活科を生活文化科に転換。生活科は募集停止。専攻科に生物生産科、食品工学科を設置。専攻科の農業は募集停止
- 1998年（平成10年）11月7日 - 創立120周年記念式典を挙行（校花「桜」、校木「ユーカリ」を制定）
- 2001年（平成13年）10月27日 - 専攻科50周年記念式典を挙行
- 2002年（平成14年）10月30日 - 学校農業クラブ全国大会においてプロジェクトC部門で最優秀賞および文部科学大臣奨励賞を受賞
- 2003年（平成15年）4月1日 - 生活文化科を生活デザイン科に転換。生活文化科は募集停止
- 2004年（平成16年）4月1日 - 農業経済科、園芸科は都市園芸科、環境活用科に転換。農業経済科と園芸科は募集停止
- 2008年（平成20年）11月18日 - 創立130周年記念式典を挙行
- 2011年（平成23年） - 専攻科創立60周年記念式典を挙行
- 2018年（平成30年）11月16日 - 創立140周年記念式典を挙行

## 校訓
- 耕

土を耕し
心を耕し
未来を耕す

## 交通アクセス
最寄りの鉄道駅
- JR鹿児島本線「都府楼南駅」より徒歩25分
- 西鉄天神大牟田線「都府楼前駅」より徒歩30分

最寄りのバス停
- 西鉄バス「福農前」バス停より徒歩1分
- 太宰府市コミュニティバス「大佐野公園前」バス停より徒歩5分

最寄りの道路
- 県道505号板付牛頸筑紫野線